# شبیه صدام
شبیه صدام یا «در سایهٔ صدام» (به انگلیسی: In the Shadow of Saddam) عنوان مجموعه خاطرات میخائیل رمضان است که مدت نوزده سال نقش بدل صدام را بازی می‌کرد.
در سال ۱۹۷۹ میخائیل رمضان به خاطر شباهت شگفت‌آورش به صدام، توسط یکی از نزدیکانش به حزب بعث معرفی شد. پس از انجام عمل جراحی، او تا سال ۱۹۹۷ در نقش صدام در عرصه‌های اجتماعی، سیاسی و نظامی ظاهر می‌شود.
رمضان در این کتاب اسرار زیادی را فاش نموده‌است. او با حسنی مبارک رئیس‌جمهور  مصر و یاسر عرفات ملاقات داشته‌است. شبیه صدام از جبهه‌های جنگ عراق با ایران و روزهای اشغال کویت نیز دیدارهایی داشته‌است.

## نکات قابل تأمل در کتاب
نویسنده به دلیل نزدیکی که به صدام داشته‌است به نکات ریزی از زندگی صدام و اطرافیان او اشاره می‌کند. آموزش صدام در انگلیس، ارتباط با اسرائیل، نفوذ میشل عفلق در اداره عراق و کشتار فجیع کردها و شیعیان و همچنین آزمایش میکروبی رژیم بعث روی اسیران زن ایرانی از جمله این نکات است که در کتاب به آن اشاره شده‌است..

## اصالت کتاب
در مورد وثاقت کتاب در سایهٔ صدام تردیدهایی ابراز شده‌است. سونیا شاه، در کتاب بیماری‌های همه‌گیر: در جستجوی بیماری‌های مسری از وبا تا ابولا و … ، می‌نویسد که در مورد قدرت سرایت ویروس نیل غربی بسیار اغراق شده‌است. او خاطرنشان می‌کند که روایت میخاییل رمضان به داستانی تخیلی شبیه است. هم او می‌نویسد که حتی روزنامهٔ زردی همچون دیلی میل، که گوشه‌هایی از کتاب رمضان را چاپ کرده، این را نیز تأیید کرده که این کتاب احتمالاً جعلی است و ناشر کتاب هم اذعان نموده که قصدش صرفاً چاپ یک داستان خوب بوده‌است.
نویسندهٔ دیگری از این نوشته که تمام تلاش‌هایش برای تماس با میخاییل رمضان به در بسته خورده‌است. ناشر کتاب، گرین‌زون، در پاسخ تماس‌های تلفنی این نویسنده به او می‌گوید که هیچ‌کدام از کارمندانِ ناشر هرگز رمضان را حضوری ندیده‌اند و فقط از طریق پرستاری امریکایی-عراقی با او تماس داشته‌اند و نسخهٔ دستنویس کتاب را نیز از طریق پست دریافت کرده‌اند. فقط این را می‌دانند که او زمانی در کانادا زندگی می‌کرده‌است. وقتی هم از ناشر سؤال می‌شود که «آیا این کتاب داستان است یا حقیقی؟» پاسخ داده می‌شود که «ما کتاب را بر اساس مستنداتی که داریم حقیقی می‌دانیم… اما نمی‌توانیم این مستندات را ارائه کنیم چون جان نویسنده را به خطر می‌اندازد».